# Krzysztof Małyszczak
Krzysztof Małyszczak (ur. 1963, zm. w sierpniu 2023) – polski psychiatra, psychoterapeuta i wykładowca akademicki.
Kierownik Zakładu Psychoterapii i Chorób Psychosomatycznych Katedry Psychiatrii Uniwersytetu Medycznego we Wrocławiu i kierownik Kliniki Psychiatrii Instytutu Nauk Medycznych Wydziału Lekarskiego Uniwersytetu Opolskiego oraz koordynator oddziału dziennego leczenia nerwic Uniwersyteckiego Szpitala Klinicznego we Wrocławiu. Wieloletni członek Polskiego Towarzystwa Psychiatrycznego, należał także do Komisji Etyki Sekcji Naukowej Psychoterapii Polskiego Towarzystwa Psychiatrycznego. W czerwcu 2023 r. objął szefostwo Sekcji Psychiatrii Konsultacyjnej i Interdyscyplinarnej Polskiego Towarzystwa Psychiatrycznego. Aktywnie zaangażowany w kształcenie lekarzy i psychoterapeutów jako superwizor psychoterapii Polskiego Towarzystwa Psychiatrycznego.
W badaniach naukowych skupiał się na zastosowaniu i mechanizmach działania psychoterapii oraz patofizjologii zaburzeń psychosomatycznych.
Zmarł niespodziewanie w sierpniu 2023 r.